# Dybdebombe
Dybdebombe eller dybvandsbombe er et antiubådsvåben.
Bomben som kan være tøndeformet, kastes normalt ud fra et skib eller fly, bomben er indstillet til at sprænge i en forudbestemt dybde, hvor en formodet fjendtlig ubåd gemmer sig.

## Bombestrategi
Skibe kan have mortérer der udskyder dybdebomber sidelæns samt kasteapparater hvor dybdebomberne triller over bord fra hækken. 
Dybdebomber kan lægges i et diamantmønster for at øge sandsynligheden for at ramme ubåden; tre bomber trilles ud over hækken med et ensartet mellemrum, mortérerne affyres samtidig med at den mellemste bombe forlader skibet. Hvis ubåden accelererer, vil den forreste bombe måske ramme; hvis ubåden decelererer, vil den agterste bombe måske ramme; hvis ubåden drejer, vil en af mortérdybdebomberne måske ramme og hvis ubåden holder kursen og hastigheden, vil den midterste måske ramme. Da ubåden sandsynligvis vil prøve at dykke dybere, bliver den forreste bombe sat til at detonere ved en større dybde end de andre. Indstillingen foregår i simple dybdebomber ved at variere indsivningshullernes størrelse (vandtrykket skal overvinde en fjederbelastet sikring) i en hydrostatisk "pistol". 
Sprængstoffet i en dybdebombe skaber en gasboble med et stort tryk. Dette tryk skubber til vandet og detonationer indenfor 4-6 m afstand kan få ubådens trykskrog til at revne. Detonationer indenfor 12-15 m kan få ubådens batterier og motorer mm. til at blive løsnet fra deres ophæng, og dræbe eller såre besætningsmedlemmer. Detonationer længere væk vil primært have en psykologisk effekt.  
- Wikimedia Commons har flere filer relateret til Dybdebombe